# Páez (Apure)
Páez is een gemeente in de Venezolaanse staat Apure. De gemeente telt 130.000 inwoners. De hoofdplaats is Guasdualito.